# وارطان مامیکونیان (موسیقی‌دان)
وارطان مامیکونیان پیانیست ارمنی و همچنین شهروند پذیرفته‌شده فرانسوی است.
وارطان مامیکونیان در ارمنستان در خانواده‌ای موسیقی‌دان متولد شد. او آموزش پیانو را در سن ۶ سالگی در مدرسه موسیقی ایروان آغاز کرد. او تحصیلات خود را در کنسرواتوار چایکوفسکی مسکو ادامه داد، جایی که دانشجوی والری کاستلوسکی، آخرین شاگرد معلم افسانه‌ای هاینریش نویهاوس، شد. تحصیلات او با استاد روسی لازار برمن ادامه یافت و در سال ۱۹۸۱ او توانست جایزه اول مسابقه پیانو بالیس دواریوناس در ویلنیوس را به دست آورد. او همچنین جوایز دیگری دریافت کرد. در سال ۱۹۹۰ در مسابقه لفبور در سن-ژرمن-آن-له و در سال ۱۹۹۲ در مسابقه استادان موسیقی جهان در موناکو که به‌طور انحصاری برای برندگان مسابقات بین‌المللی برگزار می‌شد جوایزی را به‌دست آورد. در سال ۱۹۹۱ مامیکونیان به فرانسه مهاجرت کرد و در پاریس اقامت دارد.
وارطان مامیکونیان با تکنیک ظریف و دانش موسیقی‌اش توجه عموم بین‌المللی را به خود جلب کرده است. در ایالات متحده، او با ربرت اسپانو و ارکستر سمفونی آتلانتا آثار کنسرتو شماره ۱ سرگئی راخمانینف؛ با ارکستر سمفونیک سان‌فرانسیسکو (کنسرتو شماره ۱ چایکوفسکی)، ارکستر سمفونی دیترویت (واریاسیون‌های پاگانینی راخمانینف و واریاسیون‌های پاگانینی لوتوسلاوسکی)، ارکستر سمفونیک پاسیفیک (کنسرتو شماره ۱ چایکوفسکی) و ارکستر سمفونیک ملی (کنسرتو شماره ۴ راخمانینف) و با ارکستر فیلارمونیک لس‌آنجلس در هالیوود بول (کنسرتو شماره ۱ و ۴ راخمانینف) به اجرا پرداخته است.
نکات برجسته فصل‌های اخیر کارهای او شامل رسیتال در سری بین‌المللی پیانو در تالار جشنواره رویال لندن؛ اجراهایی از کنسرتو شماره ۱ فرانتس لیست در تورین با الیاهو اینبال، با سمفونیکر برلین، و با ارکستر سمفونی چارلستون و دیوید اشتال؛ دو کنسرت در جشنواره سنت موریتز در سوئیس؛ کنسرت‌های افتتاحیه و اختتامیه جشنواره دانتیب؛ کنسرت‌ها در مونترال با «آی موزیچی د مونترال»؛ و رسیتال در لس‌آنجلس، در دیویس سیمفونی هال در سانفرانسیسکو، در سیاتل و در مرکز کِنِدی؛ بازدید مجدد از تالار ویگمور لندن و تور با سمفونیکر پراگ با اجرای کنسرتوهای راخمانینف و شوپن. برنامه‌های آینده شامل اجرای‌های اضافی از واریاسیون‌های پاگانینی راخمانینف و کنسرتوهای پیانوی شوپن شماره ۱ و ۲ با ارکسترهایی در ایتالیا، آلمان و سوئد است.
وارطان مامیکونیان توانسته اجراهای موفقی در موسیقی ویرین وین، در سالن کارنگی نیویورک، تئاتر شانزه‌لیزه پاریس، تالار هرکول در مونیخ، تالار ویگمور لندن، تون‌هاله زوریخ، در دیویس سمفونی هال سان‌فرانسیسکو و در مرکز کِنِدی واشینگتن دی.سی. و دیگر مکان‌ها داشته است. برنامه‌های دیگری شامل اجرا به عنوان تکنوازی در آلمان و هلند با ارکسترکیروف، اجرا در تئاتر بزرگ شانگهای، گواند هاوس لایپزیگ، سالن پله در پاریس، فیلارمونی مونیخ، آلته‌اُپر فرانکفورت، تحت هدایت رهبرانی چون والری گِرگیف، آندری بوریکو، ولادیمیر فدوسیف، ربرت اسپانو، میگوئل هارث-بدویا، الیاهو اینبال و لئونارد اسلاتکین بوده است.
وارطان مامیکونیان همچنین ضبط‌های بسیار گسترده‌ای برای رادیو و تلویزیون در این سال‌ها داشته و ازطرفی ضبط‌های بسیار متعددی برای برچسب آلمانی Orfeo انجام داده است که تعدادی از این ضبط‌ها جوایزی از مطبوعات بین‌المللی دریافت کرده‌اند. در فصل ۲۰۱۵–۲۰۱۶ وارطان مامیکونیان در سری کنسرت‌های معتبری در فرانسه، ایتالیا، سوئد، سوئیس و آلمان حاضر شد و در آن‌ها اجراهای موفقی را انجام داد.